# Huit féminin aux Jeux olympiques d'été de 2020
Navigation
Rio 2016 Paris 2024
L'épreuve féminine du Huit des Jeux olympiques d'été de 2020 de Tokyo a lieu au Sea Forest Waterway (en) du 24 au 30 juillet 2021.

## Programme
Les horaires sont à l'heure de Tokyo (UTC+09:00).
| Date                     | Heure   | Tour              |
| ------------------------ | ------- | ----------------- |
| Samedi 24 juillet 2021   | 11 h 40 | Séries            |
| Mercredi 28 juillet 2021 | 12 h 50 | Repêchage         |
| Vendredi 30 juillet 2021 | 10 h 25 | Finale B Finale A |

## Résultats

### Séries
La première embarcation de chaque série est qualifiée pour la finale A, les autres vont en repêchage.

#### Série 1
| Rang | Couloir | Rameur | Pays             | Temps         | Notes |
| ---- | ------- | --- | ---------------- | ------------- | ----- |
| 1    | 3       | Ella Greenslade Emma Dyke Lucy Spoors Kelsey Bevan Grace Prendergast Kerri Gowler Beth Ross Jackie Gowler Caleb Shepherd                     | Nouvelle-Zélande | 6 min 07 s 65 | QA    |
| 2    | 1       | Lisa Roman Kasia Gruchalla-Wesierski Christine Roper Andrea Proske Susanne Grainger Madison Mailey Sydney Payne Avalon Wasteneys Kristen Kit | Canada           | 6 min 07 s 97 | R     |
| 3    | 2       | Wang Zifeng Wang Yuwei Xu Fei Miao Tian Zhang Min Ju Rui Li Jingjing Guo Linlin Zhang Dechang                                                | Chine            | 6 min 10 s 77 | R     |
| 4    | 4       | Fiona Gammond Chloe Brew Emily Ford Beccy Muzerie Caragh McMurtry Katherine Douglas Rebecca Edwards Sara Parfett Matilda Horn                | Grande-Bretagne  | 6 min 26 s 76 | R     |

#### Série 2
| Rang | Couloir | Rameur | Pays       | Temps         | Notes |
| ---- | ------- | --- | ---------- | ------------- | ----- |
| 1    | 3       | Jessica Thoennes Charlotte Buck Gia Doonan Brooke Mooney Olivia Coffey Regina Salmons Meghan Musnicki Kristine O'Brien Katelin Guregian     | États-Unis | 6 min 08 s 69 | QA    |
| 2    | 1       | Magdalena Rusu Viviana Bejinariu Georgiana Dedu Maria Tivodraiu Ioana Vrînceanu Amalia Beres Madalina Beres Denisa Tilvescu Daniela Druncea | Roumanie   | 6 min 09 s 95 | R     |
| 3    | 2       | Genevieve Horton Olympia Aldersey Bronwyn Cox Giorgia Patten Sarah Hawe Georgina Rowe Katrina Werry Molly Goodman James Rook                | Australie  | 6 min 18 s 95 | R     |

### Repêchage
Les quatre premières embarcations se qualifient pour la finale A, la dernière est éliminée.
| Rang | Couloir | Rameur | Pays            | Temps         | Notes  |
| ---- | ------- | --- | --------------- | ------------- | ------ |
| 1    | 4       | Magdalena Rusu Viviana Bejinariu Georgiana Dedu Maria Tivodraiu Ioana Vrînceanu Amalia Beres Madalina Beres Denisa Tilvescu Daniela Druncea  | Roumanie        | 5 min 52 s 99 | QA, WB |
| 2    | 3       | Lisa Roman Kasia Gruchalla-Wesierski Christine Roper Andrea Proske Susanne Grainger Madison Mailey Sydney Payne Avalon Wasteneys Kristen Kit | Canada          | 5 min 53 s 73 | QA     |
| 3    | 2       | Wang Zifeng Wang Yuwei Xu Fei Miao Tian Zhang Min Ju Rui Li Jingjing Guo Linlin Zhang Dechang                                                | Chine           | 5 min 55 s 69 | QA     |
| 4    | 5       | Genevieve Horton Olympia Aldersey Bronwyn Cox Giorgia Patten Sarah Hawe Georgina Rowe Katrina Werry Molly Goodman James Rook                 | Australie       | 5 min 57 s 15 | QA     |
| 5    | 1       | Fiona Gammond Chloe Brew Emily Ford Beccy Muzerie Caragh McMurtry Katherine Douglas Rebecca Edwards Sara Parfett Matilda Horn                | Grande-Bretagne | 6 min 5 s 26  |        |

### Finale

#### Finale A
| Rang                                | Couloir | Rameur | Pays             | Temps         |
| ----------------------------------- | ------- | --- | ---------------- | ------------- |
| Médaille d'or, Jeux olympiques      | 2       | Lisa Roman Kasia Gruchalla-Wesierski Christine Roper Andrea Proske Susanne Grainger Madison Mailey Sydney Payne Avalon Wasteneys Kristen Kit | Canada           | 5 min 59 s 13 |
| Médaille d'argent, Jeux olympiques  | 3       | Ella Greenslade Emma Dyke Lucy Spoors Kelsey Bevan Grace Prendergast Kerri Gowler Beth Ross Jackie Gowler Caleb Shepherd                     | Nouvelle-Zélande | 6 min 0 s 04  |
| Médaille de bronze, Jeux olympiques | 6       | Wang Zifeng Wang Yuwei Xu Fei Miao Tian Zhang Min Ju Rui Li Jingjing Guo Linlin Zhang Dechang                                                | Chine            | 6 min 1 s 21  |
| 4                                   | 4       | Jessica Thoennes Charlotte Buck Gia Doonan Brooke Mooney Olivia Coffey Regina Salmons Meghan Musnicki Kristine O'Brien Katelin Guregian      | États-Unis       | 6 min 2 s 78  |
| 5                                   | 1       | Genevieve Horton Olympia Aldersey Bronwyn Cox Giorgia Patten Sarah Hawe Georgina Rowe Katrina Werry Molly Goodman James Rook                 | Australie        | 6 min 3 s 92  |
| 6                                   | 5       | Magdalena Rusu Viviana Bejinariu Georgiana Dedu Maria Tivodraiu Ioana Vrînceanu Amalia Beres Madalina Beres Denisa Tilvescu Daniela Druncea  | Roumanie         | 6 min 4 s 06  |